# AS–500F

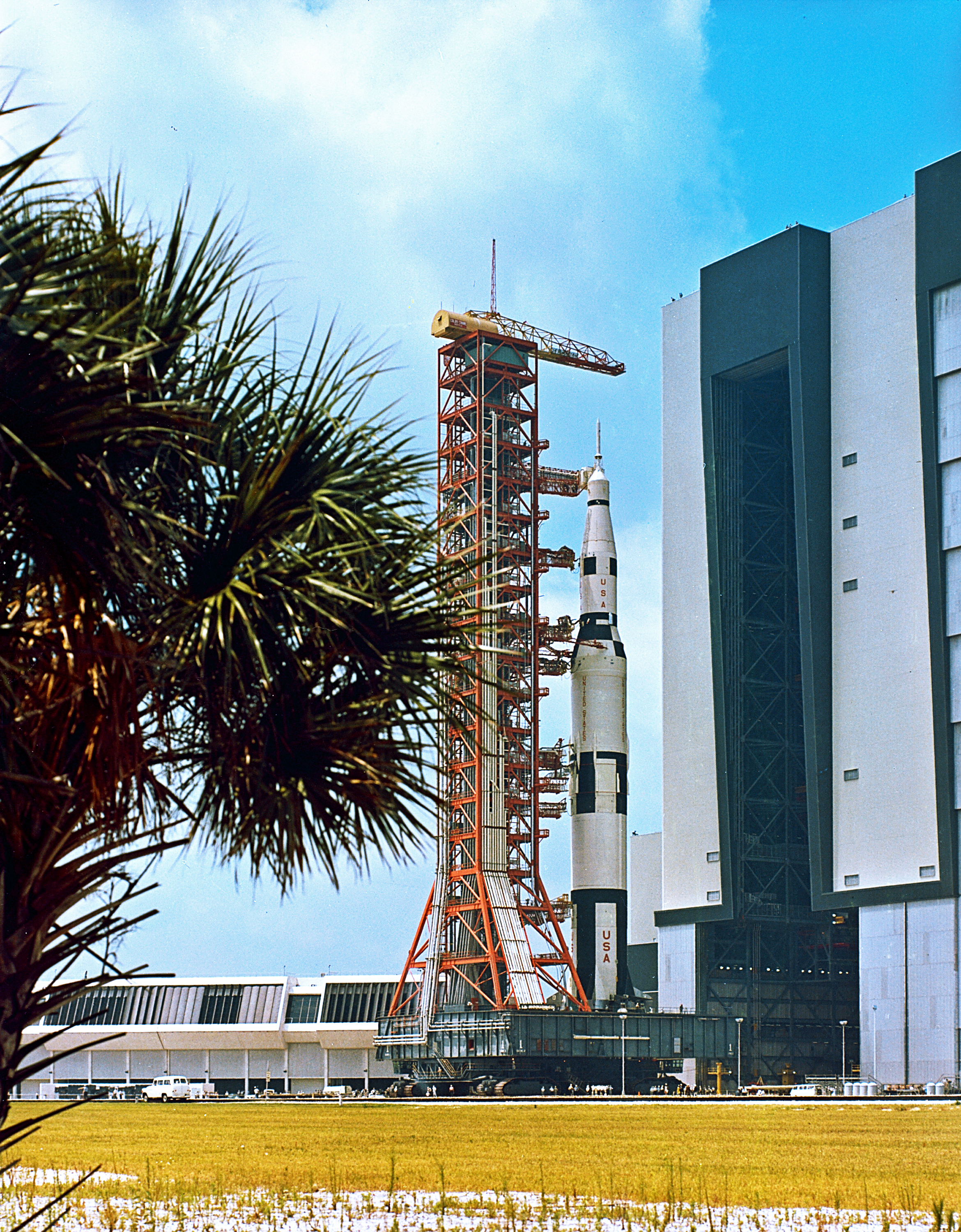
Az AS–500F kigördül a VAB-csarnokból

Az AS–500F – vagy más megnevezéssel SA–500F, 500F, esetleg Összeszerelés Integráltság Tesztjármű (Facilities Integration Vehicle) – a NASA Apollo-programjában használt életnagyságú űrjármű makettje volt, amelyet a Saturn V rakéta kipróbálásához használtak, hogy a felbocsátáshoz szükséges infrastruktúrát (összeszerelést, logisztikát és a felbocsátásnál használt indítóállványt) felkészítsék a későbbi, valóban repülő példányok fogadására.
A program alapvetései közé tartozott az ún. Mobil Felbocsátási Koncepció, amellyel szakítottak az addigi gyakorlattal, amikor egy-egy űreszközt az indítóállásban szereltek össze és tettek startkésszé. Az űrverseny diktálta tempó, illetve más biztonsági megfontolások miatt ebben a koncepcióban úgy határoztak, hogy az összeszerelést távol végzik az indítóállástól (időtakarékosság miatt akár több rakéta összeszerelését is egyszerre, párhuzamosan) és a már startkész rakétát szállítják ki az indítóállásba. Ehhez teljesen új infrastruktúrára volt szükség. Az Apollo-program infrastrukturális fejlesztései Cape Canaveral-en (a 39-es indítóállások, a VAB összeszerelő csarnok, a kettőt összekötő utak, a mobil indítóállványok és az azokat mozgató hernyótalpas szállítójármű) 1961-1965 között mentek végbe és a mérnökök úgy tervezték, hogy mielőtt élesben rakétákat bocsátanának fel ezzel az eszközállománnyal, egy próbának vetik alá. Ebből a tervből bontakozott ki az AS–500F, egy életnagyságú, ám nem működőképes rakétamakett, amelynek számos funkciója működött, így tartályai voltak,a melyeket fel lehetett tölteni, illetve kialakították az összes csatlakozást, amellyel egy feltételezett start során az indítóállványhoz csatlakoztathatták, ahogy majd később az igazi rakétákat is tervezték. A próba az AS–500F jelölést kapta.
A próbák a program tervezettnél kissé lassabb haladása miatt egyre csúsztak, így a tesztrakéta összeszerelésére és a startelőkészítés gyakorlására közel egy éves késéssel került csak sor. 1966. március 15-én került sor az első műveletre, amikor a VAB 250 tonnás darui szerelésre emelték be a rakéta S–IC–F jelű első fokozatát. 10 napra rá következett az S–II–F második, majd újabb pár napon belül az S–IVB–F harmadik fokozat. Az Apollo űrhajó makettjének illesztésével a VAB 1-es szerelőöblében végzett munka igazolta az összeszerelésre létrehozott kapacitások megfelelőségét. A következő fázis a rakéta szállítása volt. A függőlegesen összeszerelt, 121 méter magas rakétát – amelyet az összeszereléskor a mobil indítóállványra rögzítettek – egy gigantikus traktor szállította ki 1966. május 25-én a közel öt kilométerre lévő 39A indítóállásba. A szállító infrastruktúra is jelese vizsgázott, a rakéta gond nélkül jutott el az indítóállásba.
A már a 39A-n levő és a startelőkészítés csatlakoztatásai alatt levő rakétát 1966. június 8-án hirtelen vissza kellett vonni a VAB-csarnok biztonságába, mivel az Alma hurrikán átsöpört Florida felett. A rakétát így szétcsatlakoztatták, majd visszagördítették a VAB-ba, majd a vihar elmúltával megismételték a kiszállítását és újra nekiláttak a startelőkészítésnek. A teszt csúcspontja, az ún. nedves teszt volt, amikor az üzemanyagellátó rendszer segítségével feltöltötték a rendszer tartályai, amelynek során különböző méréseket végeztek és igazolták az indítóállás kiszolgáló infrastruktúrájának működőképességét is. Végül a próbák végeztével 1966. október 14-én a rakétát visszaszállították a VAB-ba és szétszerelték.

## Előzmények
A két szuperhatalom között az 1950-es, 1960-as években kibontakozó hidegháború egyik nagy presztízsű csatája volt az űrverseny, amelyben az USA és a Szovjetunió egymásra licitálva igyekezett olyan űrteljesítményeket végrehajtani, amelyekkel országa technológiai felsőbbrendűségét hirdethették. A Szputnyik–1 1957. október 4-i felbocsátásával a Szovjetunió szerezte meg a vezető szerepet ebben a versenyben és hosszú ideig meg is tartotta, mivel egyre másra neki sikerült először teljesíteni egy-egy nevezetes cél, így először juttatni élőlényt az űrbe, először érni el a Holdat űreszközzel, először érni el egy másik bolygót. Az ember világűrbe juttatásai is a szovjetek nevéhez fűződött, amikor 1961. április 12-én Föld körüli pályára állították Jurij Gagarint a Vosztok–1 űrhajóban. A sorozatos vereségek és különösen a legnagyobb jelentőségű akció, az ember űrbe juttatása arra sarkallta az Egyesült Államok újdonsült elnökét, John F. Kennedyt, hogy kitűzzön egy elképzelhetetlenül merész feladatot, amely elhomályosítja majd a kezdeti orosz teljesítményeket és általa országa megszerezheti a vezető szerepet az űrteljesítményeket illetően. Ez a feladat a holdra szállás volt 9 éven belül (és ennek megvalósítására elindították az Apollo-programot.
Kennedy politikai akciója olyan kétségbeesett volt, hogy lényegében csak a cél létezett, sem a megvalósításhoz szükséges személyi, sem a technikai feltételek nem voltak adottak sőt, még koncepció szinten sem volt senkinek fogalma, hogyan lehet végrehajtani egy holdra szállást. A feladat végrehajtását a NASA kapta, ahol annak meghatározása volt az első cél, hogy milyen módszerrel lehet elérni a Holdat. Kezdetben egyszerűbb, ám technikailag lényegében kivitelezhetetlen verziók fogalmazódtak meg és az első követelmény meghatározások (az űrhajóval és a hordozórakétával szemben) e szerint születtek is meg. A fő probléma a feljuttatandó tömeg volt. Számítások szerint a kezdeti koncepciók (Direkt leszállás és EOR koncepció) véghez viteléhez olyan gigantikus tömeget (űrhajó, üzemanyag és az annak befogadásához és szállításához szükséges űrhajószerkezet) kellett volna feljuttatni, amelyhez a rakétatechnológia nem tudott volna felnőni, különösen nem 9 év alatt (Wernher von Braun kezdeti számításai több száz tonnával kalkuláltak akkor, amikor a Mercury-program éppen zajló startjainál egy másfél tonnás űrhajó Föld körüli pályára állítása is gondokba ütközött). Az egyik űripari beszállító, a Grumman mérnökei találták meg a megoldást, az ún. LOR koncepciót, amely drámaian lecsökkentette a felbocsátandó tömeget. Ezzel a követelmények illeszthetők voltak egy tervezés alatt álló, azaz megvalósíthatónak hitt hordozórakéta kapacitásához. Ez a rakéta volt a Wernher von Braun tervezőasztalán születő Saturn V rakéta.

### A Saturn V fejlesztése

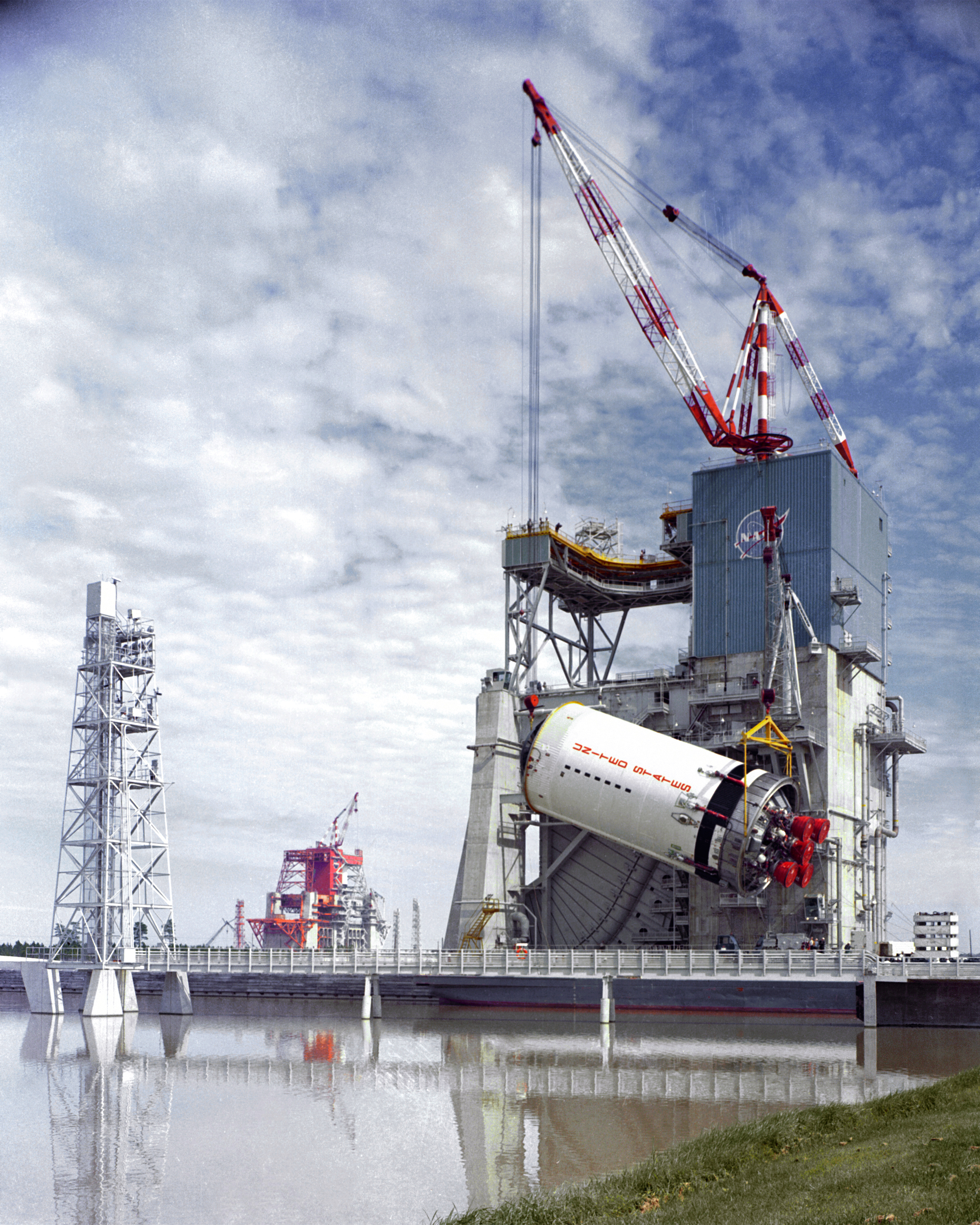
Az S-II-t emelik be a Mississippi Test Részlegben az A–2 jelű próbapadra

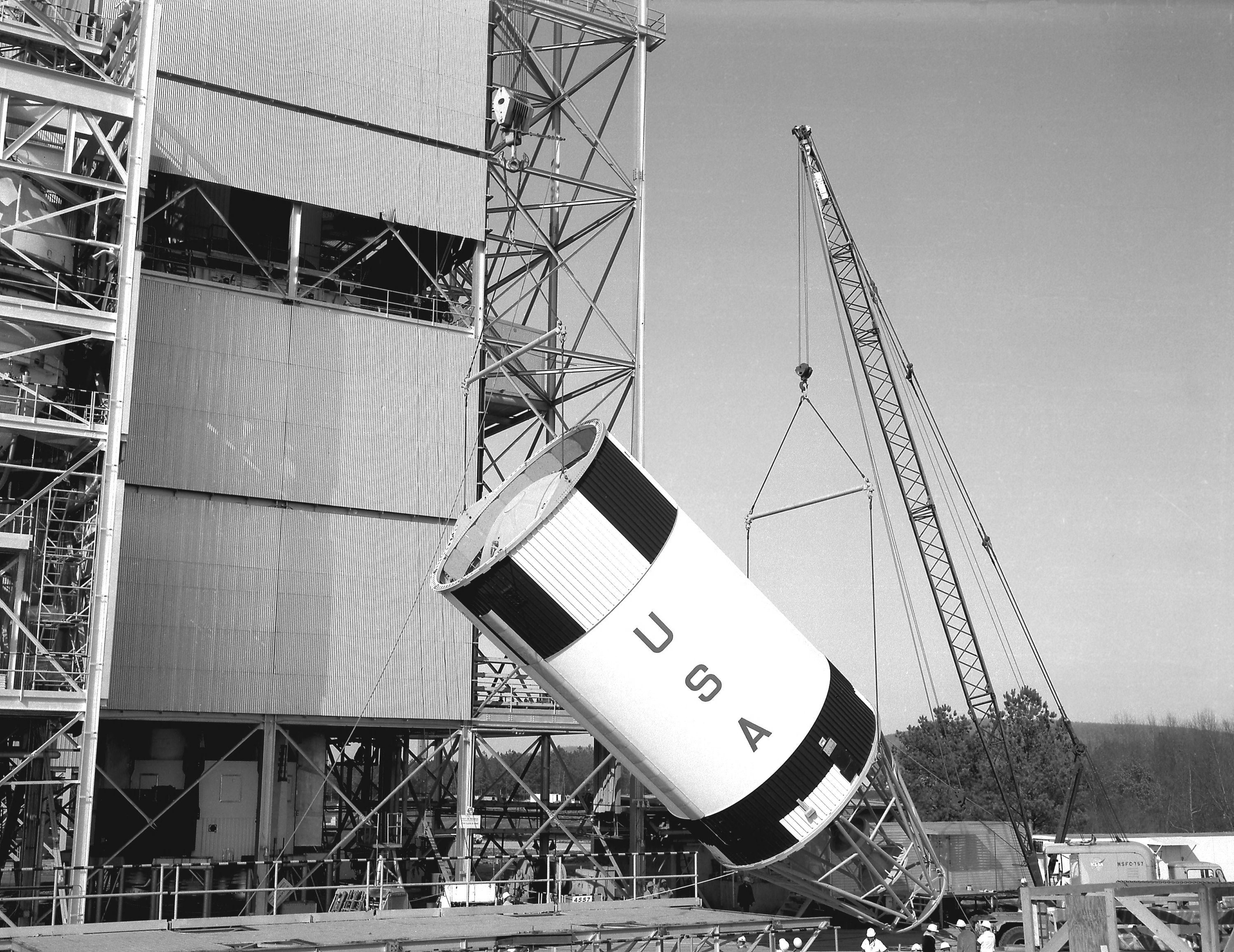
Egy S-IVB fokozat érkezik teszteléshez

A holdra szálláshoz szükséges kapacitású rakéta fejlesztése még 1956-ban kezdődött, amikor az amerikai hadsereg olyan nehézrakéták fejlesztésére írt ki megbízást, amellyel új típusú kommunikációs és egyéb műholdakat (értsd: kémműholdakat) kívántak Föld körüli pályára állítani. A hadügyminisztérium erre szakosodott szervezete, az ARPA kapta a feladatot, hogy fogalmazza meg és írja ki a követelményeket: a rakétának 9000–18 000 kilogramm tömegű űreszközt kellett tudnia Föld körüli pályára állítani és 2700–5400 kilogrammos tömeget szökési sebességre gyorsítani. A követelményeknek alapot adó számítások szerint a leendő rakéta első fokozatának tolóereje meg kellett haladnia a 6700 kN értéket, ami messze meghaladta minden, akkoriban létező rakéta tolóerejét. Ezt a problémát úgy próbálták terv szinten áthidalni, hogy az egy rakéta(fokozat)=egy hajtómű kialakítás helyett az ún. cluster (csokorba kötött) kialakítást javasolták, azaz egy fokozatba egymás mellé több hajtóművet is szereltek volna. Ezt az elképzelést a létező legkorszerűbb harci rendeltetésű rakéták, a Jupiter hordozórakéták analógiáján Super-Jupiter, vagy Super-Juno néven kezdték el tervezni.
A Jupiter név helyett nemsokára – jelezve, hogy mér nem ugyanarról a rakétáról van szó, hanem annak egy teljesen átalakult, önálló új verziójáról – a Saturn néven kezdték jegyezni az új projektet, mintegy jelezve, ahogy a bolygók között is a Szaturnusz követi a Jupitert, így követi a rakéták sorában is hasonló néven az egyik a másikat. 1957. október 7-én az űrhajózás tekintetében mindenképpen, de sok más egyéb tekintetben megváltozott a politikai felfogás a világűr felhasználása iránt, amikor a Szputnyik–1 Föld körüli pályára állt. A szovjet kihívásra válaszul Eisenhower elnök megalapította a NASA-t és az új szervezet megkapta a további összes rakétafejlesztés koordinációjának szerepét. A NASA felülvizsgált minden rakétafejlesztést, amelynek folyamatában a Silverstein-bizottság – a többi egyéb rakétafejlesztés mellett – meghatározta a Saturn rakéták lehetséges fejlesztési irányait is. A különböző lehetséges első, második és harmadik fokozatok, hajtóművek variálásával egész rakétacsalád jött létre papíron. Így került a lehetséges fejlesztések közé a kisebb kapacitású Saturn I, illetve a legmerészebb kiépítésű, mindenben a legnagyobb kapacitású Saturn V változat. A fejlesztésekkel Wernher von Braun csapatát bízták meg.
Nagyjából a rakéták NASA fennhatóság alá kerülésével egy időben derült ki, hogy a kémműholdak, vagy az atom robbanófejek területén végbement miniatürizálás szinte nem várt eredményeket hozott és már a hadseregnek nincs szüksége a hirtelen aránytalanul erőssé vált rakétákra, ehelyett ezekre, mint űrrakéta lesz szükség. Ezt erősítette meg Kennedy elnök bejelentése a holdra szállásról, amely pontosan az ilyen hatalmas kapacitású űreszközöket tette szükségessé. A koncepciótervek véglegesítésekor kialakult két fő irány. Az egyik Saturn I néven egy kisebb rakéta, amely egy nyolc H–1 jelű hajtóművet tartalmazó első fokozatból, az S-I-ből és egy hat RL10 hajtóművet magába foglaló második fokozatból, az S-IV-ből állt (később ennek továbbfejlesztéséből jött létre a Saturn IB). A kisebb rakéta mintegy 9100 kilogrammnyi tömeget volt képes Föld körüli pályára állítani, míg kb. 2200 kilogrammot a Holdhoz eljuttatni. A másik fejlesztési ág a maximum kialakítású változat, a Saturn V létrehozása volt, amelyben mindenből a legerősebb és legnagyobb kapacitású rakétakomponens kapott helyet. A tervek szerint a Saturn V első fokozata, az S-IC öt, még csak a rajzasztalon létező F–1 hajtóművet kapott volna, amelyre aztán ráépítették volna a szintén forradalmi S-II fokozatot, amely szintén öt, hidrogén-oxigén hajtású J–2 hajtóművet kapott és ennek tetejébe ültettek egy harmadik fokozatot, az S-IVB-t, amely egyetlen J–2-es hajtóművével 140 000 kg-ot kellett Föld körüli pályára és 48 600 kilogrammot a Holdhoz juttatnia.
A tervezés az alabamai Marshall Űrközpont feladatkörébe került, magát a tervezés koordinálást pedig Wernher von Braun kapta. A huntsville-i NASA központban öltött testet a rakéta. A tervezés hivatalosan 1962. január 10-én kezdődött, még C–5 típusjel alatt és 1963 elején jelölték ki, mint az Apollo–programban használt hordozóeszköz, onnantól Saturn V néven futott tovább a végtermék. Számos járulékos beruházás (például a Marschall Űrközpontban épült próbapadok, amelyeken az új, példátlan erejű F–1 hajtóművek kipróbálhatóak voltak) után a rakéta 1967 közepére öltött testet. A gyártását szétszórta a NASA a különböző űripari szereplők között, így az S-IC-t a Boeing készítette a NASA Michoudi Összeszerelő Telepén, az S-II-t a North American Seal Beachen, Kaliforniában, míg az S–IVB-t a Douglas építette. Az óriásrakéta 121 méter magas volt, a tömege 2 950 000 kg, bár a végeredmény kissé elmaradt a tervektől, Föld körüli pályára csak 118 000 kg, a holdhoz pedig 41 000 kg tömeg eljuttatására volt képes. Az első teljes kiépítésű kipróbálására 1967 novemberében került sor, ezt megelőzően azonban a felbocsátáshoz létrejött teljes infrastruktúrát is tesztelni kellett.

### Apollo felbocsátások hardvereinek fejlesztése
A Hold elérésének kulcsa a megfelelő rakéta volt, ám ennek feljuttatásához egy teljesen új infrastruktúrát kellett kiépíteni, tekintettel a rakéta dimenzióira (121 méteres magasságával közel ötször magasabb volt, mint a program megindításakor létező legnagyobb kapacitású, szolgálatban álló Atlas rakéta) és teljesítményére. (35 100 kN tolóereje pedig közel százszorosa volt az Atlasénak). Ehhez az új rakétához egy teljesen új eszközkészlet kellett, ahol összeszerelték, amivel a mozgatását megoldották és ahonnan felbocsátották.

#### 39-es indítókomplexum

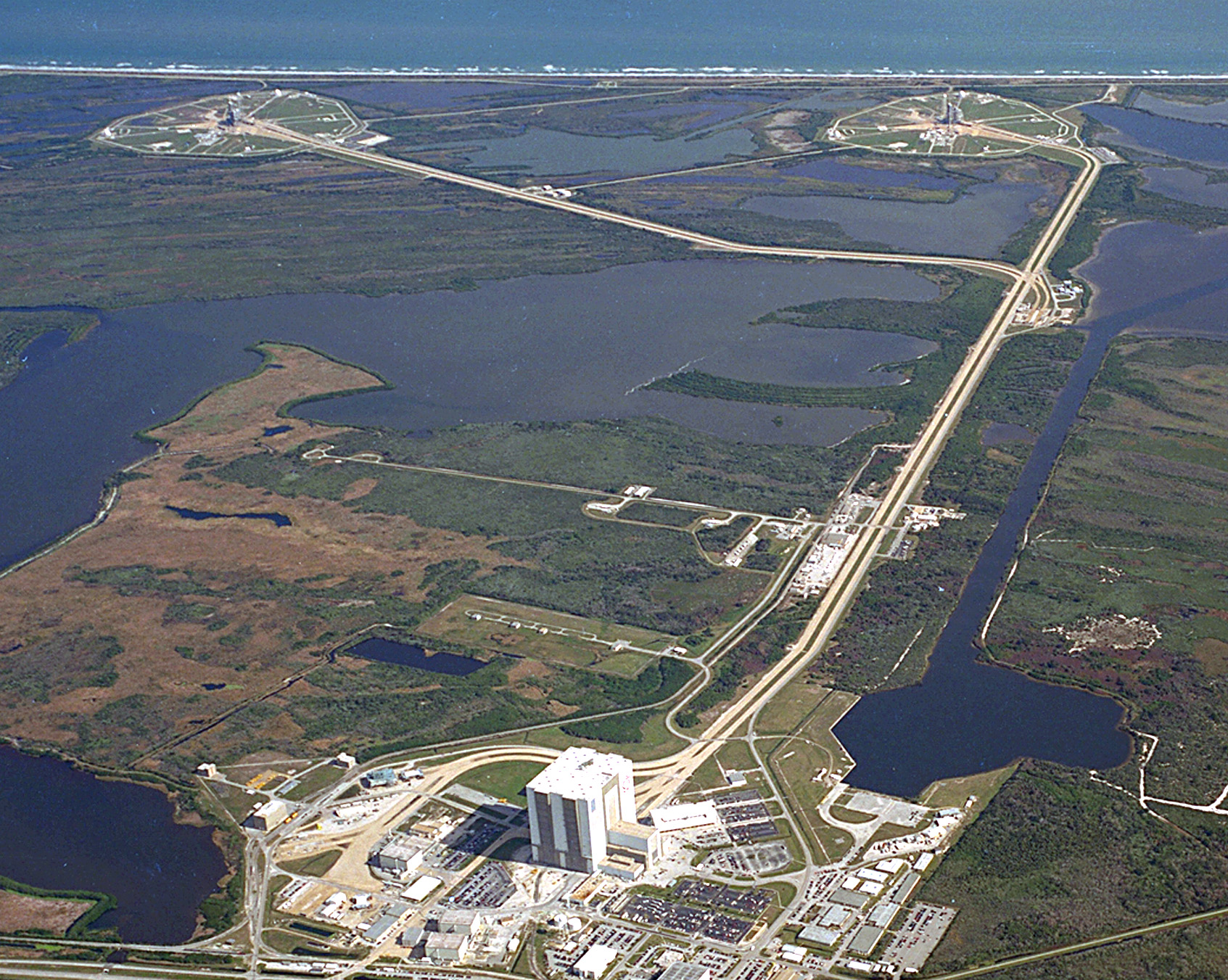
A VAB és távolban a két megépült indítóállás, a 39A és a 39B

A Hold elérése koncepciójának megalkotásakor felmerült az is, hogy honnan startoljanak az ezzel a céllal induló űrhajók. Általános elvként érvényes volt, hogy minél közelebb kell legyen a starthely az egyenlítőhöz. Rövid ideig felmerült a Csendes-óceán közepén fekvő Karácsony-sziget, azonban az USA területe (főként logisztikai előnyei miatt) hamar elfeledtették ezeket a kezdeti jelölteket és a NASA egyébként is használt, Cape Canaveral-i – igaz a légierővel közösen használt – indítóhelye került homloktérbe. A meglevő indítóállások azonban alkalmatlannak látszottak az új Saturn rakéták számára, ezért új fejlesztések váltak szükségessé, ezért új földterületekre is szükség volt, immár a légierőbázison kívül, a szomszédos Merritt Island területén. A NASA ezért felvásárolta a Cape Canaveral Air Force Station melletti 340 km²-es földterületet, ahol megkezdődhetett a fejlesztés.
A kezdeti tervek öt egymás melletti indítóállást vizionálták (A, B, C, D, E jellel). Háromnak – az A, B, C-nek – az építését tervbe is vették, a maradék építését – a D, E – későbbre halasztották. Az eredeti, 1962-es tervekben a három indítóállás betűrendjét északról délre határozták, meg 39A, 39B és 39C jellel, majd a következő évben a sorrendben a 39A és a 39C helyet cserélt (és végül a C jelű sohasem épült meg). Az építésük 1964-ben kezdődött meg és 1968-ig tartott, amikor a két iker indítóállást átadták, elsőként a 39A-t, majd a 39B-t.
Az indítóállás dizájnját tekintve egy hatalmas betonteknő vagy akna, amely lángterelőként szolgál, amelyek a rakétából kilövellő lángokat, füstöt oldalra terelik, el a működő rakétától az eltávolításukat pedig maga a rakéta végezte. Ezt segítette az a fordított V alakú lángterelő, amelyet közvetlenül a rakéta alatt helyeztek el. Maga a teknő megerősített vasbetonból készült, a lángvezető űrok 137 méter hosszú és 18 méter széles volt és a partjai 12 méterrel emelkedtek a földfelszín fölé. Az indítóállásokat és az összeszerelő csarnokot pedig zúzott kőből álló út kötötte össze. Az indítóállásokat felszerelték a rakéták feltöltéséhez szükséges üzemanyag-tárolós és továbbítórendszerrel, elektromos ellátórendszerrel.

#### VAB összeszerelő csarnok

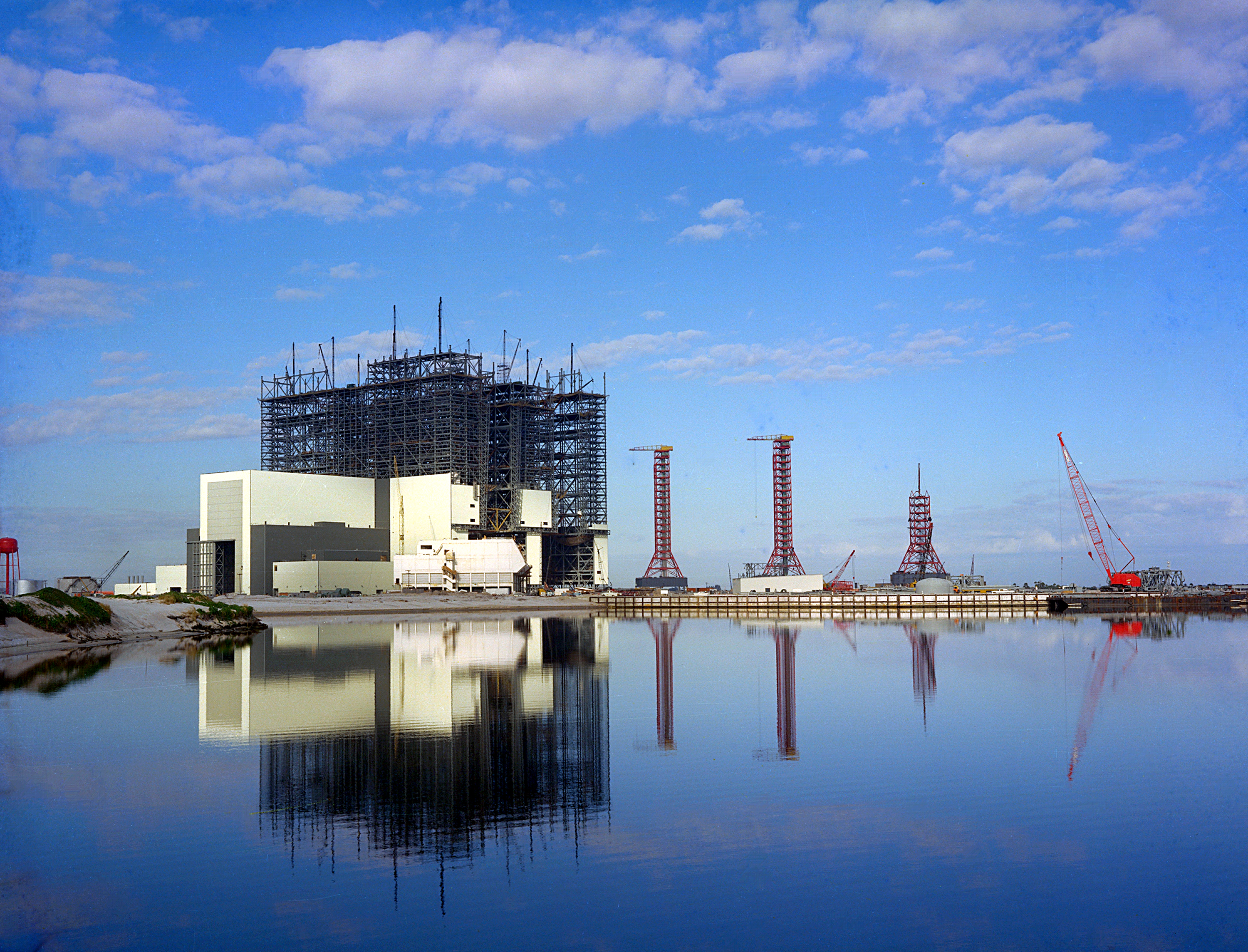
A VAB építés közben

Az indítókomplexum részeként, mégis önálló funkcióval rendelkezik az az épület, ahol a kivételes méretű rakétákat összeszerelték s felkészítették a felbocsátásra. A mérnökök szakítottak a korábbi gyakorlattal, amikor az indítóállványon szerelték össze az indítandó rakétákat és a Mobil Felbocsátási Koncepciót választották, amelyben a rakétát és űrhajót valahol távol az indítóállástól szerelték össze – ezzel is lerövidítve az egyes felbocsátások közötti időt, gyorsítva a felbocsátások frekvenciáját –, illetve az összeszerelés eleve függőleges formában történt volna meg. Ez lényegében a német mérnökök részéről érkezett ötlet volt, akik a második világháborúben ezen a módon menedzselték a V–2 rakéták felbocsátását.
A Saturn V első és második fokozatai, méretüknél fogva, bárkákon érkeztek a közeli Banana River folyón keresztül, a harmadik fokozat Super Guppy teherszállító repülőgépeken ahogy az űrhajóegységek is. Ezeket kellett függőlegesen összeszerelni és repülésre késszé tenni, így ehhez kellett egy épület, ahol az időjárás hatásaitól mentesen lehetett ezt a munkát elvégezni. Erre hozták létre a VAB épületét, amely kb. 5 kilométerre volt a legközelebbi indítóállástól.
A csarnok 218,2x157,9 méteres téglalap alakú, 3,2 hektár területen fekszik, négy rakéta és űrhajó egyidejű szerelésére alkalmas szerelőcsarnokot foglal magába. A 121 méter magas rakéták építéséhez illően 160,3 méter magas és ajtajai 43 méter szélesek, amelyen keresztül a mobil indítóállványok kitolhatóak voltak. Az építéshez végül 98 590 tonna acélt használtak fel. Az épületet a Floridát gyakran meglátogató hurrikánok miatt hurrikánbiztosra tervezték. Felszerelését tekintve alkalmassá tették az összeszerelésekre különböző nagy kapacitású daruk beszerelésével, amelyek legnagyobb teherbírású verziója 250 tonnát tudott megmozgatni.

#### Hernyótalpas szállítójármű

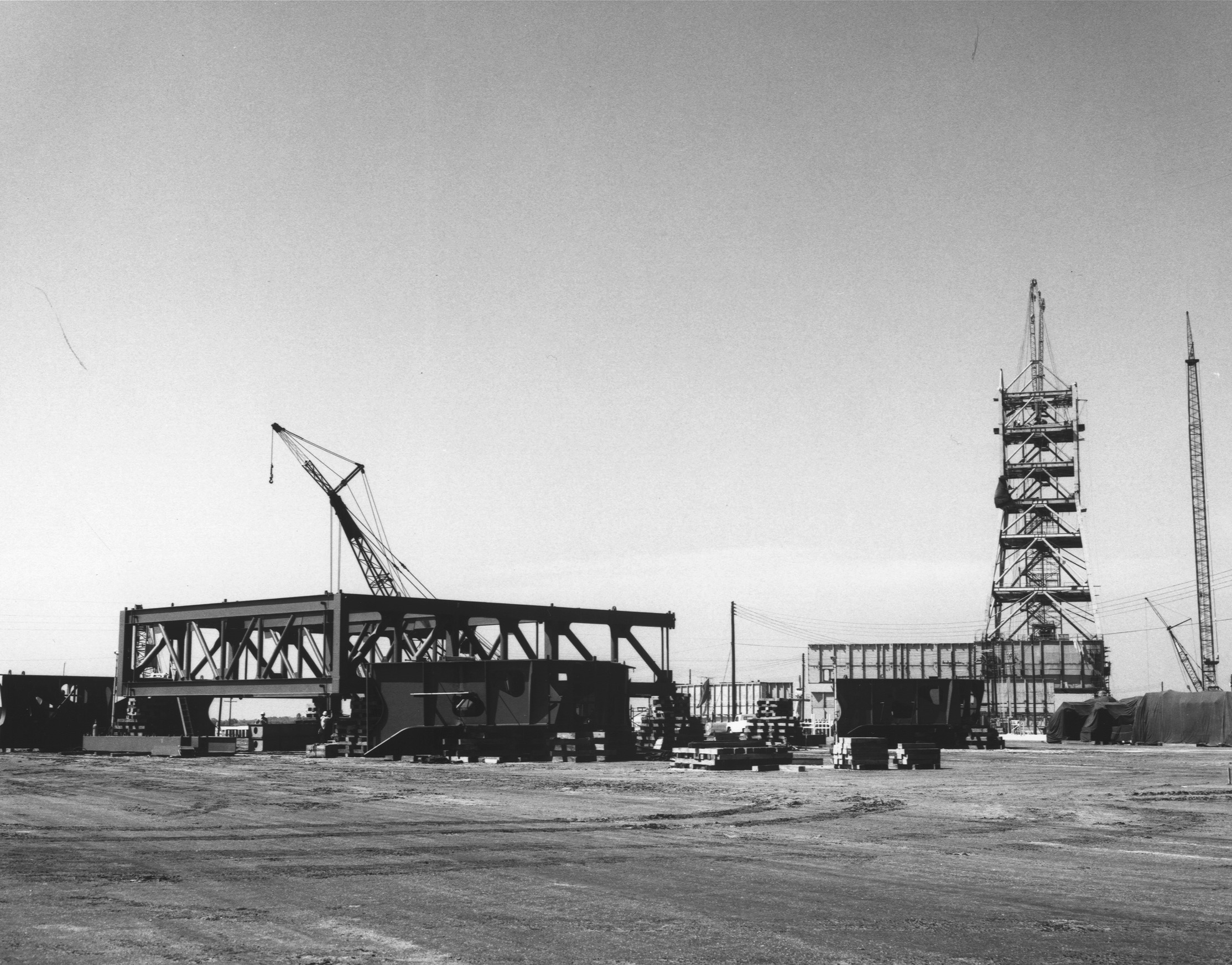
Épülnek a szállítójárművek (1964)

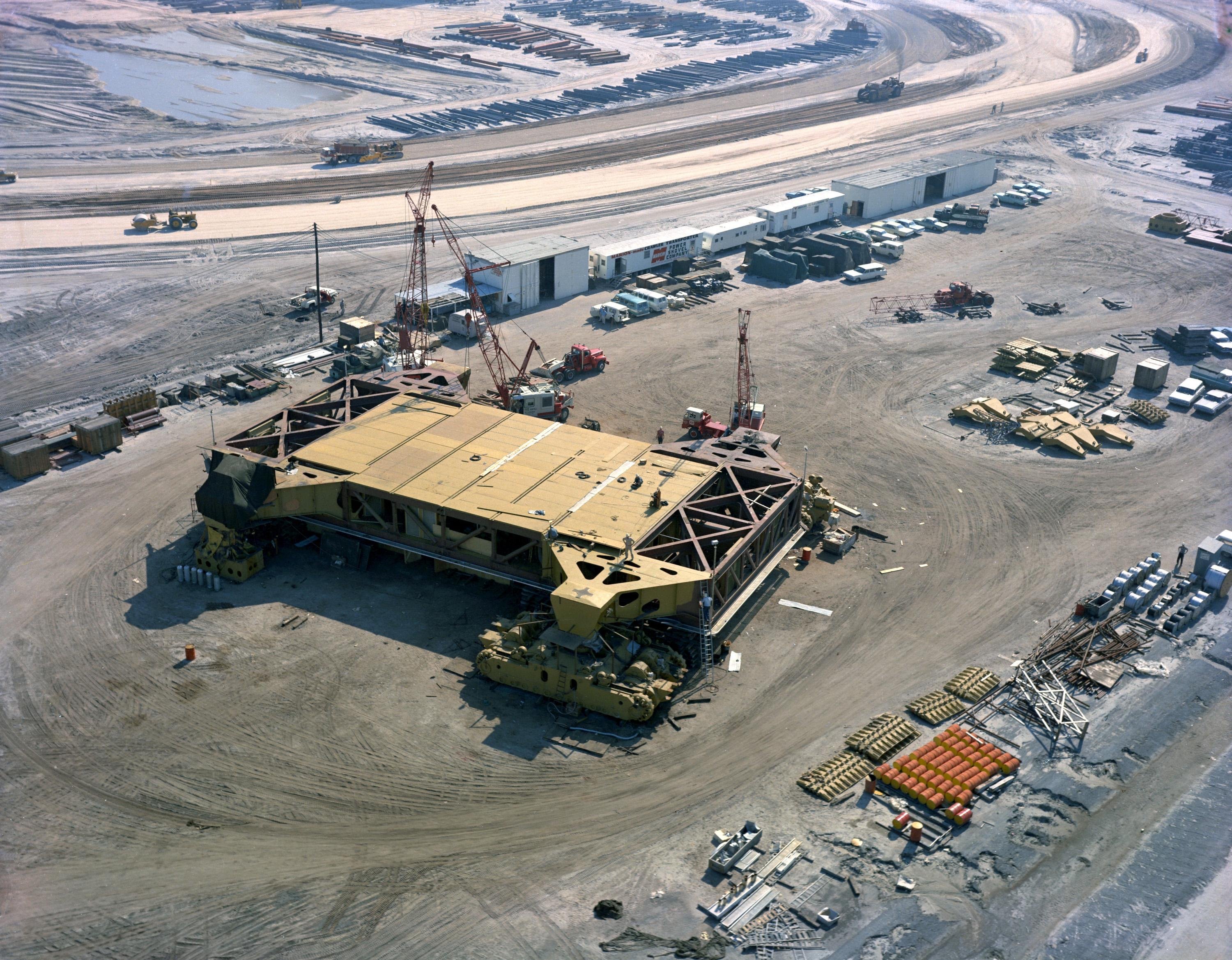
Épül az egyik hernyótalpas (1964)

A Mobil Felbocsátási Koncepció másik folyománya volt, hogy a készre szerelt rakétát el kellett juttatni az összeszerelés helyéről az indítóállványba, így valamilyen mobil megoldásra volt szükség, amivel szállíthatóvá vált a rakéta. Nehezítette a helyzetet a függőleges összeszerelés elképzelése, mivel így nehezebb volt a nagyon magas, a méretéhez képest ceruza vékonyságú és üres, tehát sérülékeny rakéta mozgatása. Több megoldás is versenyben volt, vasúti, vagy vizi megoldás is felmerült, azaz síneken, vasúti kocsin és mozdonnyal, vagy csatornát ásva hajón is elképzelték, hogy eljuttassák az űrhajót, végül azonban a közúti megoldás lett a befutó, azaz utat építettek és rajta egy hernyótalpakon közlekedő eszköz gördíti a rakétát az egyik pontból a másikba. Először arra gondoltak a mérnökök, hogy az indítótornyot teszik önjáróvá, majd amikor a megoldást keresve a lehetséges beszállítókon végigtekintettek a tervezők, az egyik bányaipari cégnél – a Bucyrus-Erie Companynél – találtak is egy lehetséges prototípust, ami alkalmasnak látszott, ám bonyolultabb lett volna az indítótoronyba integrálni. Ezért koncepció szinten szétválasztották a tornyot és a mozgatásához szükséges járművet és a két eszköz fejlesztése külön zajlott tovább.
A szállítási folyamat a VAB-csarnokban kezdődik. A VAB-csarnokban egy több hétig tartó folyamatban a Saturn rakétát egy hatalmas – középen a rakéta lángcsóvájának helyet engedő lyukkal bíró - négyzetes platformra szerelték (a ahol a platformnak további integráns része volt a támkarokat, ellátóvezetékeket és liftet magába foglaló torony). A szerelés készre jelentését követően következett a szállítójármű igénybevétele: a hatalmas traktor begördült a csarnokba és precízen a platform alá parkolt. A pontos beállást követően a lánctalp-zsámolyok hidraulikus emelői segítségével megemelték a szállítójármű alvázának hasmagasságát, azaz mintegy a hátára vette a traktor a platformot és a rá szerelt rakétát. Ezt követően következett a szállítási szakasz, amikor a VAB és az LC-39 közötti kb. 6 kilométeres távolságot kellett megtenni. Legvégül a traktor felkapaszkodott az indítóállás betonteknőjének lejtőjén – gondosan ügyelve a szintezésre, a rakomány pontosan függőlegesen tartására –. Mikor a később indítóasztalként szolgáló platform a helyére került az indítóállásban, a traktor leeresztette a hidraulikáját, kigördült az indítóasztal alól és arrébb parkolt, hogy egy esetleges (általában hurrikánveszély miatt elrendelt) visszaszállítás esetén rendelkezésre álljon.
A traktor az Apollo űrhajórendszer (a Saturn V rakéta, az Apollo űrhajó és a holdkomp) méreteihez, tömegéhez igazított követelményrendszer alapján készült el. A jármű egy 40 méter hosszú, 35 méter széles téglalapot formáz, önsúlya 2721 tonna. Mind a négy sarkában egy-egy lánctalp-zsámoly található, zsámolyonként két-két lánctalppal. A zsámolyok egyenként 3 méter magasak és 12 méter hosszúak, mindegyik lánctalpsor 57 láncszemből áll, amelyek mindegyike 900 kg-ot nyom. A jármű magassága hidraulika segítségével 6,1 méter és 7,9 méter között változtatható (ez egyrészt a szállítandó rakomány megemeléséhez, másrészt annak szintezéséhez szükséges). A magasságállítás segítségével a rakományt 10 szögperc tűréshatárral lehet függőlegesen tartani még akkor is, amikor az indítóállás 5%-os lejtőjén kaptat felfelé a jármű. A traktor mindkét végén – a menetirány szerinti jobb oldalon – található egy-egy vezetőfülke, amelyből a manővereket irányítja a kezelő. A gépszörny mozgatására több csúcsteljesítményű hajtóegység szolgál. Az előre haladáshoz két 2750 lóerős dízelmotort építettek be, amelyek két 1000 kW-os generátort hajt, amelyek 16 lánctalp-motorhoz (talpanként 2-2-höz) osztják el az erőt. További két 1065 lóerős dízelmotor hajt két 750 kW-os generátort, amelyek a kormányzáshoz, az emeléshez, a világításhoz és a hűtéshez termelnek energiát. Végül még további két 150 kW-os generátort használnak – szintén az 1065 lóerős erőforrásokra kötve – a rakomány, a Mobil indítóállvány energiaszükségletének kielégítésére. A dízel erőforrások mérföldenként 568 liter (kilométerenként kb. 350 liter) gázolajat fogyasztanak. A különleges rakomány mozgatása rendkívül óvatosan történik. A hernyótalpas szállítójármű 1,6 km/h maximális sebességre képes rakottan, így a VAB és a hozzá közelebbi 39A indítóállás közötti 6,2 kilométert tipikusan 5-6 óra alatt teszi meg. Üresen az elérhető legnagyobb sebesség 3,2 km/h.
A gyártásra 1964-65 között került sor, az első példányt 1965 januárjában szállította le a gyártó Cape Canaveralre. Ezt követően tesztsorozat indult, amellyel felmérték, hogy valóban tökéletesen ellátja-e a feladatát a jármű. Az egyik tesztút során 1965 júliusában komoly problémára derült fény. A technikusok az indítóállásra vezető úton bronz és acél darabkákat találtak, amelyek a szállítójármű lánctalpvezetőiből származtak. A vizsgálat szerint kanyarodáskor a futómű nem bírta a terhelést. A részegységet áttervezték: egy mérnökcsapat a Marion Power Shovel telephelyén végezte a tervezést és a gyártást, míg egy másik Cape Canaveralen végezte a beépítést.
Egy különleges járműhöz különleges út is jár, így az összeszerelő csarnok és az indítóállások közötti út is legalább olyan egyedi, mint maga a jármű, ami közlekedik rajta. Az úttal kapcsolatos követelményrendszer kidolgozása a szállítási mód – és a jármű – kiválasztását követően azonnal megkezdődött. A követelmények középpontjában a szállítóeszköz és a szállítmány 7700 tonnás össztömege állt, az átlagos utak építői sohasem találkoznak ilyen terheléssel. Az extrém tömeget a lehető legsimábban kellett mozgatni, ehhez készült az útszerkezet: 80 cm hidraulikus töltés, 90 cm finom mészkő, 30 cm válogatott töltés, vékony aszfalt záróréteg és az aszfalt tetején (!) 10–20 cm folyami kavics. A követelmények másik fókuszpontja a talaj bizonytalanságának kiküszöbölése volt. Cape Canaveral és benne az indítóállásoknak otthont adó Merrit Island a Floridában tipikus mocsaras területnek számít, az üledékes talajnak nem igazán jó a tartása. Ezt a nyomvonal alatti 7,6 méteres mélységig ható vibrációs tömörítéssel hidalták át. Végül a harmadik fontos tervezési szempont az útfelület minősége volt. A leendő útfelületet nem marhatták fel a lánctalpak, de nem is csúszhatott, az acél talpaknak szilárdan meg kellett tudni kapaszkodni rajta. Erre a szokványos aszfaltburkolat nem felelt volna meg, a tervezők durva folyamikavics-borítást találtak ki megoldásként.
A VAB és az LC-39 startkomplexum között húzódó út két párhuzamos sávból áll, köztük elválasztó sávval. A közelebbi, 39A jelű indítóállásig 5535 méter, a távolabbi, 39B jelűig 6828 méter hosszan vezet az út (az összeszerelő csarnoktól egy nyomvonal indul ki, majd 3400 méter után ágazik ketté a két indítóállás felé). Az út szélessége eléri a 40 métert, 12 méter széles sávokkal, köztük 15 méteres elválasztó sávval. Az útszerkezet vastagsága 2 méter (összehasonlításul: egy átlagos útszerkezet 45 cm vastag.) A tervezést az amerikai tengerészgyalogság mérnökei végezték, az építés 1963 novemberében kezdődött és 1965 augusztusában készült el a 39A-ig vezető rövidebb pályaszakasz.

#### Mobil indítótorony

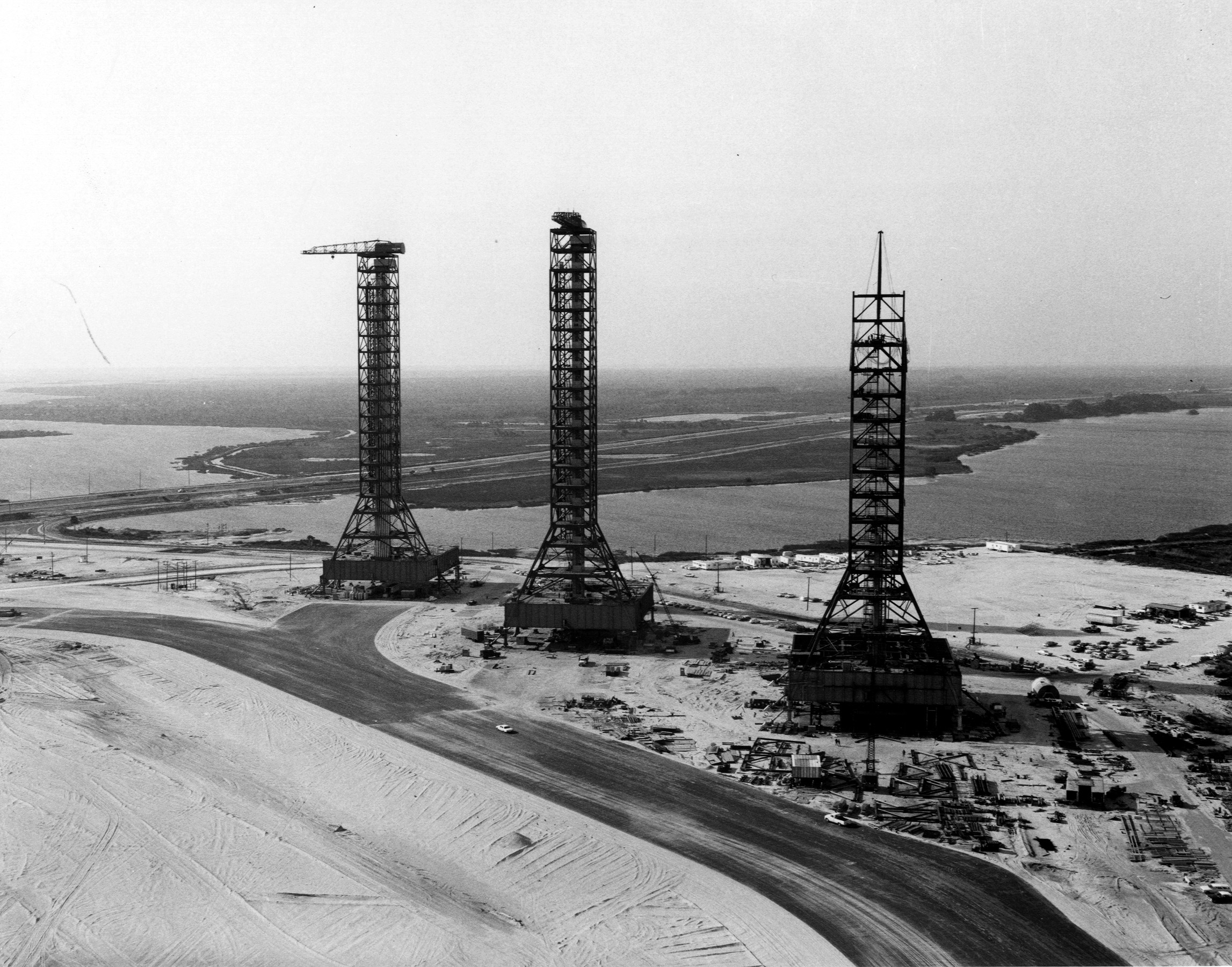
Épülnek a Mobil indítóállványok

A Mobil indítótorony, vagy Mobil indítóállvány ötlete szintén a Mobil Felbocsátási koncepció eredményeként merült fel, hiszen az összeszerelést nem az indítás helyén végezték el, hanem a VAB-csarnokban, de maga az összeszerelés egy olyan platformon kellett végbemenjen, amelyről aztán elindulhatott a rakéta a világűrbe. A holdprogramban azzal számoltak a kormányzat és a NASA illetékesei, hogy a szovjetek addigra akkumulálódott előnyét a korábbihoz képest sokkal intenzívebb repülési programmal, minimum kéthavonkénti (szükség esetén még sűrűbb, akár kéthetenkénti) felbocsátási ütemmel lehet behozni, ezzel szemben a helyszíni szereléssel egy Saturn I méretű rakétánál négy hónapnyi időközökkel lehet csak számolni. A startsűrűséget drámai módon lehetett javítani azzal, hogy ha az indítóállásokban csak a start előtti rövid időszakokban folyik előkészítő munka – azaz csak rövid ideig foglaltak –. Ezek a megfontolások megteremtették a mobil felbocsátási koncepciót, igény jelentkezett tehát egy eszközre, amely a leendő rakétának az összeszerelőüzem és az indítóállás közötti mozgatását végzi. E mellé az alapvetés mellé társult a vízszintes és a függőleges összeszerelés dilemmája. A vízszintes összeszerelés problémai a szállítás során a tápvezetékek csatlakozási gondjai, valamint a szállítómunkások okozta esetleges sérülések voltak (a szállítás során a kiszolgáló szerkezet körülveszi a rakétát, és a rajta dolgozó emberek ráejthettek dolgokat, míg egy függőleges szállítás során a kiszolgáló szerkezet a rakéta mellett állt, csökkentve a sérülések lehetőségét). De a legnagyobb probléma a rakéta függőlegesbe állítása volt, a művelet során adódó feszültségek szerkezeti törésekhez, repedésekhez, vezetékszakadásokhoz vezethettek. A függőleges szerelés nem vetett fel ilyen problémákat, „csak” a megfelelően óvatos szállításra kellett megoldást találni. A döntés meg is született: egy olyan szállítóeszközre van szükség, amely alkalmas egy minden korábbinál nagyobb rakétát függőleges helyzetben elszállítani egy szerelőcsarnokból az indítóállásba.
A leendő holdrakéta egy 121 méter magas, a farkánál 10 méter átmérőjű, üresen 240 tonnás „ceruzaként” bontakozott ki a tervezőasztalon, ennek a mozgatása volt az elsődleges feladat. A feladat másik része pedig a feltöltött állapotban több mint 3000 tonnát nyomó űrszerelvény felbocsátása volt. A tervezési feladatokat a Reynolds, Smiths és Hills Tervezőiroda kapta. A követelmények alapján kialakult a szerkezet formája: egy hatalmas, két emelet magas vízszintes platform és egy karcsú rácsszerkezetes torony, amely az ellátókarokat és a rakéta feltöltéséhez szükséges tápvezetékeket tartotta és a tetején egy daruval is rendelkezett a szerelési utómunkálatokhoz. A tervezést követően az Ingalls Iron Works 1963 novembere és 1965 februárja között gyártotta le a Mobile Launcher (Mobil Indító), vagy a látványosabbik részegysége után egyszerűen csak Launch Umbilical Tower (Start Ellátótorony) néven említett szerkezetet. Összesen három egységet építettek az Ellátótoronyból. A LUT–1 szerkezeti munkája kilenc hónap alatt lett kész, ekkor emelték a helyére a szerkezet tetején levő 19 tonnás daru gémjét. 1965 februárjában lett kész a LUT–2 és 1965. március 1-jén emelték a helyére a LUT–3 daruját, mintegy befejezvén az építést. A szerkezetkész tornyok ezután egy másik gyártó, a Hayes International kezébe kerültek, akik felszerelték az ellátókarokat (vagy – némileg hibásan használt – más néven támkarokat). Ezek az ellátókarok voltak a Mobil indítóállványok legbonyolultabb részegységei, tervezésüket nem adták ki, azt maga a NASA végezte. Ennek során elkészítették egy tipikus kar (a 6-os számú) prototípusát és ennek alapján gyártotta le a Hayes a többit, természetesen a megfelelő eltérésekkel.

## A teszt

### Előzmények
Az AS–500F gondolata még 1962-ben merült fel, amikor a program majdani startjait tervező mérnökök abban gondolkodtak, hogy vízi úton juttatják el a rakétát az indítóállásba. Ekkor merült fel, hogy létre kéne hozni egy olyan felmérést segítő eszközt, amellyel ki lehet próbálni a rakéta fokozatainak összeszerelését, annak ráillesztését az indító platformra, mobil indítóállások működését, majd az üzemanyagfeltöltő rendszer elemeit és a különböző egyéb csatlakozásokat, amelyekkel a rakétát és az indítóállványt kellett összekötni. Mindegyik fokozat persze csak utánzat lett volna, ám külső jegyeiben, illetve a tesztelni kívánt paramétereiben (pl. tartálykapacitás) ugyanolyannak kellett lennie mint az igazi. A tervek szerint a rendben összeszerelt rakétát felállították volna a vadonatúj indítóállásban és az egész próba csúcspontjaként következhetett volna egy ún. nedves teszt (wet test), amelyben a rakéta tartályait töltötték volna fel. A nedves teszten mérhették volna a megannyi szelep, szenzor, időzítő relé, nyomáskapcsoló, megszakító, szivattyú, motor és egyéb eszköz működőképességét és paramétereit is. Az első becslések 1965. júliusára tették a tesztet.
Később a tervek felülvizsgálatakor ez a tervezett időpont egyre csak csúszott, előbb 1966. februárjára, majd tovább. A végső felkészülés 1966 márciusában kezdődött. Előtte a VAB daru operátorai már februárban elkezdték a gyakorlást, egy 9,5 méter átmérőjű kerek víztartályt kellett mozgatniuk a darukkal (a daruk gyártójának helyszínre rendelet munkatársa pedig a tartályba töltött víz mennyiségének változtatásával szimulálta a különböző rakétafokozatokat (a legendárium szerint a darukezelők próbája az volt, hogy rá tudják-e ereszteni a hatalmas tartályt egy tojásra anélkül, hogy az összetörne).

### A művelet

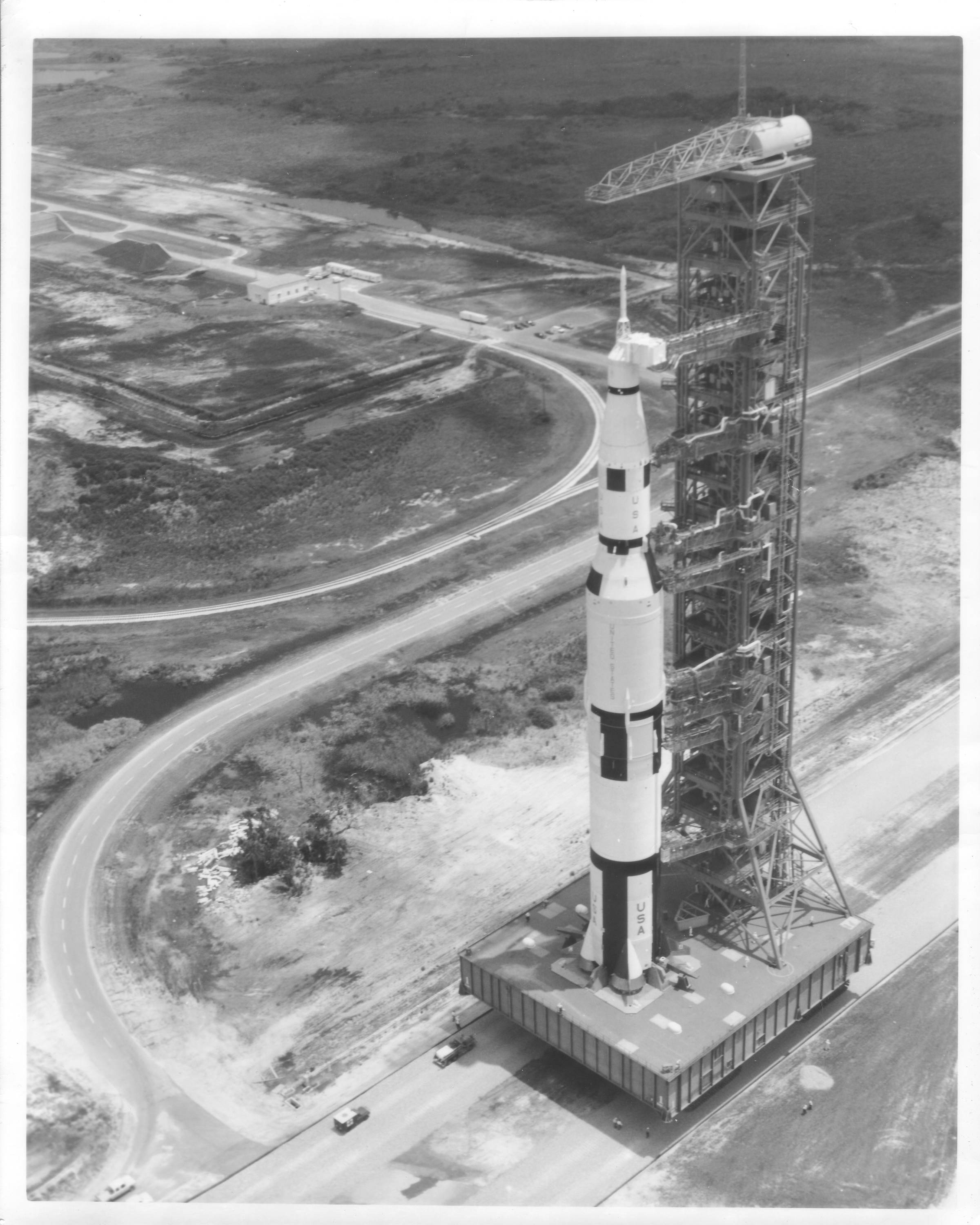
Az AS–500F úton az indítóállás felé

Az összeszerelés első lépésére 1966. március 15-én került sor, amikor a csarnok 1-es számú szerelő öblében megkezdték az S-IC-F (F, mint fake, azaz másolat) fokozat beemelését az 1-es számú mobil platformra. Ezt tíz nap múltán, március 25-én követte az S-II-F függőleges beemelése az első fokozat tetejére és a harmadik fokozat helyére emelése is megtörtént a hónap vége előtt. Mindezenközben a mobil indítóállvány kipróbálását is megkezdték, egyelőre üresen, a 3-as mobil állványt állították fel az indítóálláson és a platform illetve az indítóállvány kapcsolódási pontjait próbálták ki, valamint a starthoz használt elárasztó rendszerrel ̣̻1 135 000 liter vizet pumpáltak a torony alá. Ezt követően három hétnyi tesztelés várt még a VAB-csarnokban a rakétára, ezek elsősorban elektromos áramellátási tesztek voltak, majd a rádióadás, a pneumatikus rendszerek, az üzemanyagrendszerek tesztjei jöttek sorra, illetve teljeskörűen tesztelték az RCA–110 jelű számítógépet, amelyet a kilövésirányítás használt.
Hiába voltak 14 órás műszakok, sőt két műszakos váltott munkarend, hétnapos munkaheteken, a tesztek hamar lemaradásba kerültek a tervekhez képest. 1966. május 25-én a rakéta ünnepélyesen kigördült a VAB-csarnokból a mobil indítóállvány és a hernyótalpas szállítójármű hátán, pontosan az Apollo-program John F. Kennedy elnök általi bejelentésének 5. évfordulóján. Megkezdődött a teszt második szakasza, a szállítási teszt. A szállítójármű könnyedén megbirkózott a hátán cipelt 5700 tonnányi teherrel. A táv nagy részén a jármű csúcssebességen haladt – 1,6 km/h-val –. A 39A indítóállást már szürkületben érték el és még 2 óra kellett, mire az indítóállás betonteknőjén rögzítették a helyére került indítóállványt. Ezzel a Mobil Felbocsátási Koncepció levizsgázott és megfelelően szerepelt. A teszt átkerült a harmadik fázisba, az állvány kipróbálásába.
Két héttel később a teszt egy váratlan ismétlési lehetőséget kapott. Egy hurrikán, az Alma söpört keresztül Cape Kennedy-n és 1966. június 8-án Rocco Petrone, a KSC vezetője elrendelte a rakéta visszaszállítását a VAB-csarnokba. Három órán belül a startelőkészítő csapat szétcsatlakoztatta a tornyot az indítóállástól és a rakéta visszagördült a VAB biztonságába. A vihar elvonultával a rakéta június 10-én ismét megtette az utat a 39A-ig. Ezt követően az újbóli csatlakoztatásokat követően a rakétát a nedves teszt keretében feltöltötték üzemanyaggal és cseppfolyós oxigénnel, elvégezve a megfelelő méréseket. A rakéta egészen október 14-ig maradt az indítóállásban, ahonnan aztán visszaszállították az összeszerelő csarnokba, ahol szétszerelték.

### A teszt tanulságai
A rakéta tervezői egészen a V–2 rakétáig visszamenőleg alkalmaztak már fekete sávokat a rakéta fehér testén, hogy jól követhető legyen az emelkedés során a rakéta mozgása, viselkedése. Így volt ez az egyébként repképtelen AS–500F-en is, amely ebből a szempontból is hasonlított a később felbocsátott óriásrakétákra. A teszt talán egyetlen lényeges változtatási igénye abból a felismerésből fakadt, hogy a harmadik fokozat fekete csíkjainál túlságosan felmelegíti a cseppfolyósra hűtött hajtóanyag tartályainál a Nap a rakéta testét, így változtatni kell a festési sémán. A később reptetett összes Saturn V már más festési sémával került ki az üzemből.